# Bråvalla Festival

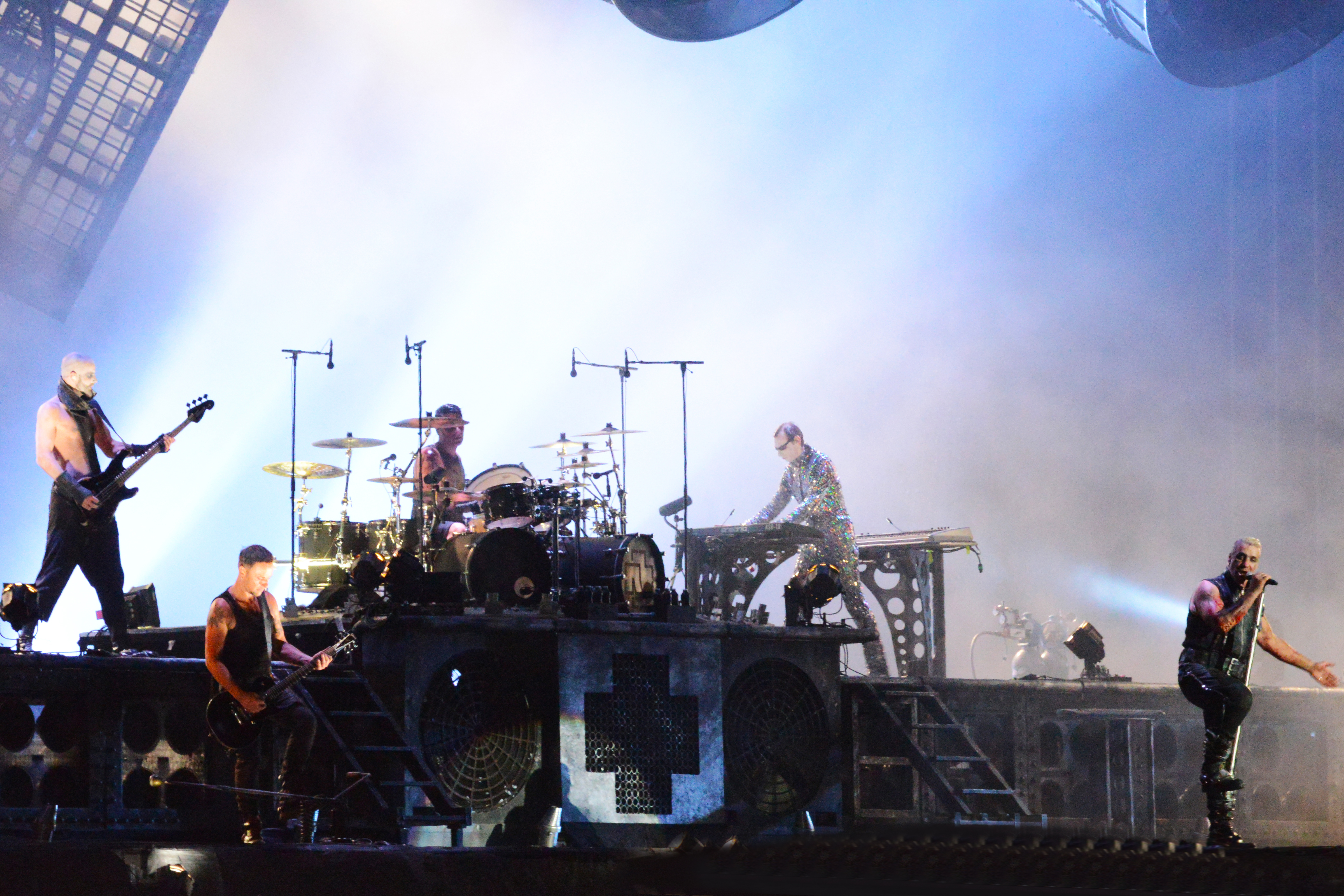
Rammstein beim Bråvalla Festival 2013

Das Bråvalla Festival war das größte und populärste Musikfestival Schwedens. Es fand jährlich an vier (anfangs drei) Tagen Ende Juni bei Bråvalla flygflottilj außerhalb von Norrköping statt.
Ausgerichtet wurde das Festival von der deutschen FKP Scorpio, die in Schweden auch das Hultsfredfestival (2011–2013) und das Getaway Rock Festival (2012–2015) veranstaltet.
2014 wurde mehrere Menschen durch einen Blitzeinschlag verletzt und das Festival für zwei Stunden unterbrochen.
Am 1. Juli 2017 gab FKP Scorpio bekannt, dass aufgrund sexueller Übergriffe das Festival im Jahr 2018 nicht mehr stattfinden wird.

## Termine und Bands
| # | Jahr | Datum            | Gäste  | Hauptact                                       | Andere Acts (Auswahl) |
| - | ---- | ---------------- | ------ | ---------------------------------------------- | --- |
| 1 | 2013 | 27.–29. Juni     | 51.590 | Avicii, Green Day und Rammstein                | Macklemore & Ryan Lewis, In Flames, A Day to Remember, Volbeat, Armin van Buuren, Paramore, The Gaslight Anthem, Mando Diao, Ghost, Bad Religion, Bullet for My Valentine |
| 2 | 2014 | 26.–28. Juni     | 56.071 | Iron Maiden, Kanye West und Kings of Leon      | Imagine Dragons, Lana Del Rey, Axwell, Ingrosso, M.I.A., The Offspring, Alesso, Bring Me the Horizon, Jake Bugg, Bastille, Belle & Sebastian, Dimitri Vangelis & Wyman |
| 3 | 2015 | 25.–27. Juni     | 50.703 | Calvin Harris, Muse und Robbie Williams        | In Flames, Kent, Sabaton, Deadmau5, Faith No More, All Time Low, Lars Winnerbäck, Wu-Tang Clan, A Day to Remember, Rise Against, Lamb of God, Major Lazer, Zara Larsson |
| 4 | 2016 | 30. Juni–2. Juli | 52.317 | Rammstein, Mumford & Sons und Volbeat          | Tenacious D, Zara Larsson, Macklemore & Ryan Lewis, Hardwell, Veronica Maggio, Nightwish, Biffy Clyro, Bring Me the Horizon, Wiz Khalifa, Bullet for My Valentine, Afrojack, Lukas Graham, Editors, Five Finger Death Punch, The 1975, At the Drive-In, Bastille, August Burns Red |
| 5 | 2017 | 28. Juni–1. Juli | 45 162 | Håkan Hellström, Martin Garrix und Linkin Park | Alesso, The Chainsmokers, Danzig, Die Antwoord, Ellie Goulding, Fritz Kalkbrenner, Halsey, The Killers, Laleh, Otto Knows, Prophets of Rage, Sabaton, Scooter, System of a Down |

## Belege
1. ↑  6 Personen vom Blitz getroffen beim Bravalla-Musikfestival in Schweden. In: vde.de. 27. Juni 2017, archiviert vom Original (nicht mehr online verfügbar) am 22. Oktober 2020; abgerufen am 5. Juli 2017.  Info: Der Archivlink wurde automatisch eingesetzt und noch nicht geprüft. Bitte prüfe Original- und Archivlink gemäß Anleitung und entferne dann diesen Hinweis.
2. ↑  Schwedisches Musikfestival wegen Vergewaltigungen abgesagt. In: spiegel.de. 4. Juli 2017, abgerufen am 5. Juli 2017.